# JQuantLib
JQuantLib  es una biblioteca de software de código abierto que proporciona herramientas para desarrolladores de software interesados en la valoración de instrumentos financieros y temas relacionados. JQuantLib está escrito en Java, por lo que puede ejecutarse en cualquier plataforma que disponga de máquina virtual Java, de forma que es independiente de plataforma. Su código fuente se deriva de QuantLib, que está escrito en C++.

## Funciones
- Fecha, calendario y IMM apoyo;
- Comercio calendarios para los mercados más importantes;
- Soporte genérico de instrumentos financieros;
- Soporte para motores genéricos de precios;
- Soporte para estructuras de término genérico;
- Soporte genérico de interpolaciones 1D y 2D;
- Opciones europeas
  - Modelo Black-Scholes

## Licencia
Se distribuye bajo licencia BSD, que permite a JQuantLib ser libremente distribuido junto con aplicaciones de fuente abierta y cerrada. Además, depende sólo de la licencia QuantLib, que también es BSD. 

## Historial de versiones
El programa se desarrolla gracias fundamentalmente a Richard Gomes y la comunidad. La 0.1.0-RC1, 2008-06-23 es la primera versión que se lanzó. Actualmente implementa el núcleo necesario para soportar los instrumentos financieros y motores de precios genéricos más comunes. También implementa la valoración de opciones europeas mediante el modelo de Black-Scholes.